# إيوجين بالية
إيوجين بالية (بالإنجليزية: Eugene Pallette)‏  (و. 1889 – 1954 م) هو ممثل مسرحي، وممثل أفلام أمريكي، ولد في وينفيلد، بدأ مشواره المهني سنة 1913، توفي في لوس أنجلوس، عن عمر يناهز 65 عاماً، بسبب سرطان الحنجرة.

## وصلات خارجية
- إيوجين بالية على موقع IMDb (الإنجليزية)
- إيوجين بالية على موقع قاعدة بيانات الأفلام السويدية (السويدية)
- إيوجين بالية على موقع إن إن دي بي (الإنجليزية)
- إيوجين بالية على موقع قاعدة بيانات الفيلم (الإنجليزية)

- إيوجين بالية في قاعدة بيانات الأفلام على الإنترنت